# Karatel'
Karatel' (Каратель) è un film del 1968 diretto da Manos Zacharias.